# Ronda d’en Tarrés
La ronda d'en Tarrés o ronda de Tarrés fue un grupo de vigilancia parapolicial de Barcelona creado el año 1848 y sustituido en 1853 por otro grupo más secreto, famoso por la arbitrariedad y la brutalidad o terrorismo de Estado que ejerció para reprimir a los políticos demócratas durante la fracasada revolución de 1848 y después.

## Historia
Extinguida la eficaz Inquisición, la represión ideológica del progresismo era cada vez más difícil de dirigir en España. Fundada a finales de 1843, la Guardia Urbana de Barcelona fue el primer cuerpo peninsular de policía. Y, temerosa de que ocurrieran disturbios como los de Bullangues y la Jamancia de 1846, ante los hechos revolucionarios de 1848, proclives a filtrarse por la cercana frontera francesa, Manel Gibert organizó la Comisaría Especial de Vigilancia de Barcelona, una de cuyas secciones era la ronda nocturna, que dirigía el comisario Ramón Serra y Monclús. Este encargó a su ayudante Jerónimo o Jeroni Tarrés (¿?-1860), asesino reincidente, ladrón, proxeneta y confidente, que reclutase a un grupo de criminales dispuestos a todo por dinero para reprimir impunemente a los políticos progresistas. Algunos de sus secuaces son conocidos por las citaciones judiciales: Antoni Garreta, Miquel Matas, Josep Bernis, Josep Puig, Ignasi Bonsoms, Ambròs Carles y Joaquim del Rosal. Estos personajes, vestidos de paisano, realizaron torturas y dieron palizas habitualmente con ayuda de palos y bastones. Detenían a líderes obreros de madrugada entre bastonazos y patadas y reventaban actos públicos del partido rival en una total impunidad. Al principio solo eran veinte, pero un año después el marqués del Duero amplió la plantilla a 30 hombres, dependientes directamente del gobierno militar. Su presupuesto, 126.000 reales, era una auténtica fortuna para la época, y entre 1848 y 1850 habían realizado ya unas 600 "detenciones" oficiales, aunque extraoficialmente sobrepasaban el doble; como no cabían tantos presos políticos en las cárceles, muchos de ellos eran deportados a América.
Solamente se les hizo juicio cuando la ronda de Tarrés, haciendo pasar el hecho por una pelea de borrachos, asesinó a navajazos al joven periodista director de El Republicano y jefe del Partido Demócrata en Barcelona Francisco de Paula Cuello el 24 de junio de 1851, noche de San Juan. Paseaba con sus amigos, el pintor veneciano Luis Gualtieri, Salvador Dalmases y Lamberto Fontanals, todos los cuales quedaron tendidos en un charco de sangre. El crimen fue narrado por escrito por el demócrata Ceferino Tresserra y Ermengol Marqués lo llevó a los escenarios con éxito desorbitado, hasta el punto de que tuvo que escribir una segunda parte; es más, Tarrés fue protagonista de más piezas, entre ellas otras dos obras de Antonio Altadill. En las elecciones de 1851, el Partido Demócrata consiguió representación.
El entierro de Cuello fue el más multitudinario y concurrido de todos cuantos se habían celebrado en Barcelona y se transformó en un acto político. Jerónimo Tarrés fue procesado por el asesinato, también en 1851, de Francesc Tubert, el Ros d’Espolla, y condenado a 14 años de cárcel, que cumplió en diversas prisiones hasta que en 1859 le permitieron redimir condena alistándose en el ejército de Prim durante la guerra de África, pero falleció en la batalla de Wad-Ras en 1860. El grupo fue sustituido por otro más discreto y secreto en 1853.